# Meredith Alwine
Meredith Leigh Alwine (8 de junio de 1998) es una deportista estadounidense que compite en halterofilia.
Ganó una medalla de oro en el Campeonato Mundial de Halterofilia de 2021 y una medalla de bronce en los Juegos Panamericanos de 2023, ambas en la categoría de 71 kg.

## Palmarés internacional
| Campeonato Mundial   | Campeonato Mundial   | Campeonato Mundial | Campeonato Mundial |
| Año                  | Lugar                | Medalla            | Categoría          |
| -------------------- | -------------------- | ------------------ | ------------------ |
| 2021                 | Taskent (Uzbekistán) | Medalla de oro     | 71 kg              |
| Juegos Panamericanos |                      |                    |                    |
| Año                  | Lugar                | Medalla            | Categoría          |
| 2023                 | Santiago (Chile)     | Medalla de bronce  | 71 kg              |